# Broce
Broce so naselje na Hrvaškem, ki upravno spada pod občino Ston; le-ta pa spada pod Dubrovniško-neretvansko županijo.
Naselje z manjšim pristanom leži na jugozahodni obali zoženega dela Stonskega kanala na polotoku Pelješac. S Stonom, od katerega je oddaljeno okoli 3 km je povezano s cesto. Naselje so leta 1349 ustanovili Dubrovčani, ko so podaljševali  obrambni zid okoli Stona, vendar projekta niso dokončali. V naselju so tri stare cerkve in zapuščeni Dominikanski samostan zgrajen leta 1629.

## Demografija
| Pregled števila prebivalcev po letih | Pregled števila prebivalcev po letih | Pregled števila prebivalcev po letih | Pregled števila prebivalcev po letih | Pregled števila prebivalcev po letih | Pregled števila prebivalcev po letih | Pregled števila prebivalcev po letih | Pregled števila prebivalcev po letih | Pregled števila prebivalcev po letih | Pregled števila prebivalcev po letih | Pregled števila prebivalcev po letih | Pregled števila prebivalcev po letih | Pregled števila prebivalcev po letih | Pregled števila prebivalcev po letih | Pregled števila prebivalcev po letih |
| ------------------------------------ | ------------------------------------ | ------------------------------------ | ------------------------------------ | ------------------------------------ | ------------------------------------ | ------------------------------------ | ------------------------------------ | ------------------------------------ | ------------------------------------ | ------------------------------------ | ------------------------------------ | ------------------------------------ | ------------------------------------ | ------------------------------------ |
| 1857                                 | 1869                                 | 1880                                 | 1890                                 | 1900                                 | 1910                                 | 1921                                 | 1931                                 | 1948                                 | 1953                                 | 1961                                 | 1971                                 | 1981                                 | 1991                                 | 2001                                 |
| 161                                  | 171                                  | 184                                  | 213                                  | 227                                  | 219                                  | 231                                  | 200                                  | 200                                  | 190                                  | 184                                  | 158                                  | 139                                  | 107                                  | 100                                  |